# Andrea Fuentes
Andrea Fuentes Fache (* 7. April 1983 in Tarragona) ist eine ehemalige spanische Synchronschwimmerin. Sie ist aktuell Nationaltrainerin der US-amerikanischen Mannschaft.

## Erfolge
Andrea Fuentes gewann 2002 bei den Europameisterschaften in Berlin ihre erste internationale Medaille, als sie mit der Mannschaft den zweiten Platz belegte. Ein Jahr darauf wurde sie mit der Mannschaft in der Kombination der Weltmeisterschaften in Barcelona ebenfalls Zweite. 2004 wurde sie in Madrid erstmals Europameisterin dank eines ersten Platzes in der Kombination. Darüber hinaus belegte sie Rang zwei im Mannschaftswettbewerb. Bei ihrem Olympiadebüt in Athen gehörte Fuentes zum spanischen Kader in der Mannschaftskonkurrenz, zu dem unter anderem auch ihre Schwester Tina Fuentes gehörte. Mit 96,751 Punkten verpassten die Spanierinnen als Vierte hinter Russland, Japan und den Vereinigten Staaten knapp einen Medaillengewinn. Die Weltmeisterschaften 2005 in Montreal schloss Fuentes in der Kombination und mit der Mannschaft jeweils auf dem Bronzerang ab, die Europameisterschaften 2006 in Budapest wiederum in diesen beiden Disziplinen auf dem Silberrang. 2007 gewann sie in Melbourne bei den Weltmeisterschaften im freien Programm des Mannschaftswettbewerbs Silber sowie im technischen Programm Bronze. Sehr erfolgreich verliefen die Europameisterschaften 2008 in Eindhoven für Fuentes: sowohl im Duett im Gemma Mengual als auch in der Kombination und im Mannschaftswettbewerb sicherte sie sich den Titelgewinn. Bei den Olympischen Spielen 2008 in Peking trat sie in zwei Wettbewerben an. Im Duett belegte sie mit Gemma Mengual in der Vorrunde und auch im Finale den zweiten Platz hinter den siegreichen Russinnen Anastassija Dawydowa und Anastassija Jermakowa und vor den Japanerinnen Saho Harada und Emiko Suzuki und gewann so die Silbermedaille. Im technischen und im freien Programm des Mannschaftswettbewerbs erzielten die Spanierinnen ebenfalls das zweitbeste Resultat hinter den späteren Olympiasiegerinnen aus Russland. Vor der drittplatzierten chinesischen Mannschaft gewann somit Fuentes gemeinsam mit Alba María Cabello, Raquel Corral, Thaïs Henríquez, Laura López, Gemma Mengual, Irina Rodríguez und Paola Tirados die Silbermedaille.
Bei den Weltmeisterschaften 2009 in Rom gewann Fuentes insgesamt fünf Medaillen. Mit Gemma Mengual wurde sie im technischen und im freien Programm des Duetts jeweils ebenso Zweite, wie im technischen und im freien Programm des Mannschaftswettbewerbs. In der Kombination gewannen die Spanierinnen um Fuentes die Goldmedaille. Ein Jahr darauf sicherte sich Fuentes bei den Europameisterschaften in Budapest im Solo, im Duett mit Ona Carbonell, mit der Mannschaft und in der Kombination jeweils die Silbermedaille. Sechs Medaillengewinne folgten im Rahmen der Weltmeisterschaften 2011 in Shanghai. In den technischen und freien Programmen des Duetts – mit Ona Carbonell – und mit der Mannschaft belegte sie jeweils den dritten Platz. Auch im technischen Programm im Solo wurde sie Dritte, während sie im freien Programm des Solowettbewerbs Vizeweltmeisterin wurde. Bei den Europameisterschaften 2012 in Eindhoven wiederholte Fuentes im Solo und im Duett mit Ona Carbonell ihre Platzierungen von 2010 und verbesserte sich mit der Mannschaft und in der Kombination auf den ersten Platz. Im selben Jahr erfolgte in London Fuentes’ dritte Olympiateilnahme, bei der sie erneut in zwei Wettkämpfen startete. Zusammen mit Ona Carbonell erreichte sie im Duett in der Qualifikation zunächst den dritten Platz, verbesserte sich im Finale dann aber noch mit 192,900 Punkten auf Rang zwei. Hinter Natalja Ischtschenko und Swetlana Romaschina aus Russland und vor den Chinesinnen Huang Xuechen und Liu Ou erhielten sie damit die Silbermedaille. Im Wettbewerb mit der Mannschaft erzielte sie zusammen mit Clara Basiana, Alba María Cabello, Ona Carbonell, Margalida Crespí, Thaïs Henríquez, Paula Klamburg, Irene Montrucchio und Laia Pons sowohl in der technischen Übung als auch in der Kür jeweils das drittbeste Resultat, womit die Spanierinnen auch die Gesamtwertung mit 193,120 Punkten als Dritte abschlossen und hinter den Olympiasiegerinnen aus Russland sowie der chinesischen Equipe die Bronzemedaillen gewannen. Fuentes beendete 2013 nach Streitigkeiten mit der spanischen Nationaltrainerin ihre Karriere.
2014 wurde Fuentes Mutter eines Sohnes. Vater des Kindes ist der spanische Turner Víctor Cano, mit dem sie verheiratet ist und mit dem sie seit 2018 insgesamt zwei Kinder hat. Ihre Schwester Tina Fuentes starb 2018 an einer Krebserkrankung. Im selben Jahr wurde Andrea Fuentes, die bereits als Synchronschwimm-Trainerin tätig war, als neue Nationaltrainerin der US-amerikanischen Mannschaft verpflichtet.